# George Bennett (cyklist)
George Bennett, född 7 april 1990 i Nelson, är en nyzeeländsk professionell landsvägscyklist.

## Karriär
Bennett har cyklat professionellt sedan 2012. Bland hans meriter kan nämnas vinster i Gran Piemonte och Kalifornien runt.